# Tony Darden
Tony Darden (* 2. September 1957) ist ein ehemaliger US-amerikanischer Sprinter, der sich auf den 400-Meter-Lauf spezialisiert hatte.
1979 siegte er bei den Panamerikanischen Spielen in San Juan im Einzelbewerb und in der 4-mal-400-Meter-Staffel. Beim Leichtathletik-Weltcup in Montreal wurde er Dritter über 400 m und siegte mit der US-amerikanischen 4-mal-400-Meter-Stafette.
Auch beim Leichtathletik-Weltcup 1981 in Rom war er mit der US-Stafette siegreich.
1981 wurde er Englischer Meister über 400 m.

## Persönliche Bestzeiten
- 200 m: 20,48 s, 10. Juni 1978, Westwood
- 400 m: 45,01 s, 21. Juni 1981, Sacramento